# Krummzähniger Tannenborkenkäfer
Der Krummzähnige Tannenborkenkäfer (Pityokteines curvidens, Syn.: Ips curvidens), auch Krummzähniger Weißtannenborkenkäfer genannt, ist eine europäische Borkenkäferart aus der Gattung der Pityokteines innerhalb der Familie der Rüsselkäfer (Curculionidae).

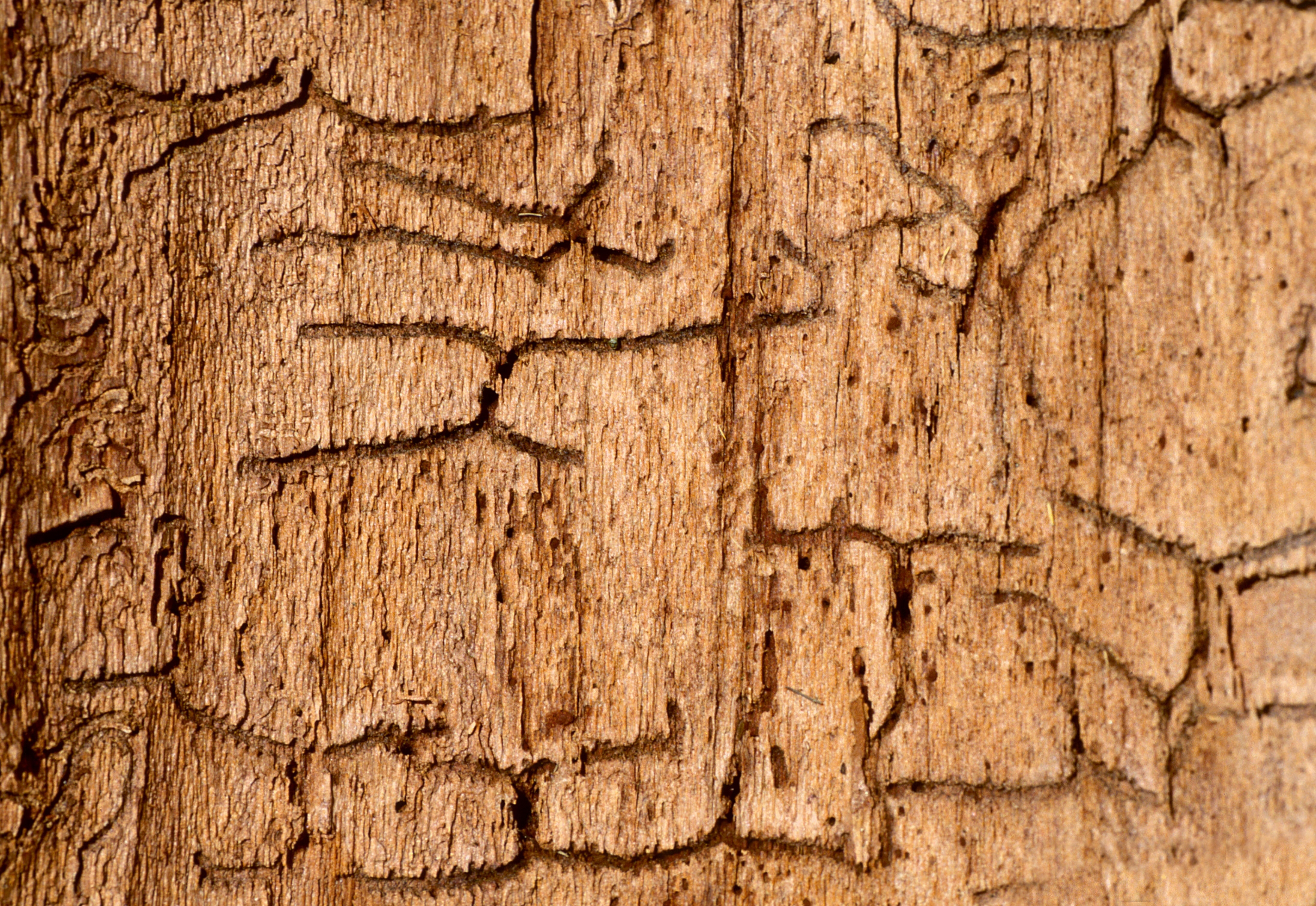
Fraßbild

## Beschreibung
Adulte männliche Käfer werden zwischen 2,7 und 3,2 Millimeter und weibliche Käfer zwischen 2,0 und 2,6 Millimeter lang. Der Körper ist zylindrisch geformt, glänzend braun gefärbt und dicht mit Haaren bedeckt. Die Haare sind am Hinterleib etwas länger als am Kopf. Die Fühler sind gelb. Am Absturz der Elytren befinden sich drei Zähne. Der erste Zahn ist beim Männchen aufwärts gebogen, die anderen zwei sind hakenförmig gebogen und weisen aufeinander. Bei den Weibchen sind die Zähne kleiner. Von diesen gebogenen Zähnen leitet sich der deutsche Artname ab. Die kleinen Eier sind von weißlicher Farbe. Die Larven werden rund 8 Millimeter lang.

## Verbreitung
Der Verbreitungsschwerpunkt des Krummzähnigen Tannenborkenkäfers liegt in Mittel-, Süd- und Osteuropa.

## Lebensweise
Die Art befällt vor allem Tannenarten (Abies). Seltener befällt er auch die Libanon-Zeder (Cedrus libani), die Europäische Lärche (Larix decidua), die Gemeine Fichte (Picea abies), die Weymouths-Kiefer (Pinus strobus), die Waldkiefer (Pinus sylvestris) und Pseudotsuga taxifolia. Das Männchen legt in der Rinde eine Rammelkammer an, von der aus das Weibchen zwei rund 5 bis 10 Zentimeter lange Muttergänge nach unten und nach oben gräbt. Diese Muttergänge teilen sich an den Enden in zwei Arme auf. Rund 2 Wochen nach der Eiablage schlüpfen die Larven. Die Larven fressen rund 7 Zentimeter lange Gänge in die Rinde und den Splint. Nach rund 4 bis 5 Wochen legen die Larven Puppenkammern rund 6 Millimeter tief im Splint an. Die adulten Käfer schlüpfen nach rund zwei bis drei Wochen. Es kommt zur Ausbildung von zwei, bei günstigen Bedingungen auch drei Generationen im Jahr. Die erste Generation fliegt von Ende April bis Mai. Die zweite Generation fliegt von Juli bis August. Nach trockenen Jahren können Massenvermehrungen auftreten. Die adulten Käfer überwintern in der Rinde von älteren, lebenden Tannen. Stoßen die Käfer dabei auf eine Harzgalle, entstehen am Stamm charakteristische Harztröpfchen. Die Tannen überleben in der Regel einen solchen Überwinterungsfraß. Werden junge Bäume allerdings häufig erfolglos angebohrt, kann der Harzverlust zum Absterben führen.

## Schadwirkung
Der Krummzähnige Tannenborkenkäfer ist einer der gefährlichsten Schädlinge für Tannen. Bei befallenen Bäumen löst sich die Rinde ab und die Krone verfärbt sich. Obwohl der Käfer normalerweise nur geschwächte und kranke Bäume befällt, ist er bei Massenvermehrungen auch an gesunden Bäumen anzutreffen. Dann besiedelt er zuerst die Wipfelregionen, danach breitet sich der Befall stammabwärts aus.

## Bekämpfung
Gefällte und kranke Bäume sollten schnellstmöglich genutzt oder aus dem Wald entfernt werden, damit dem Käfer nicht genügend Brutstätten zur Verfügung stehen. Bäume, die nicht genutzt oder entfernt werden können, sollten entrindet werden, ehe die Larven ins Holz vorgedrungen sind.

## Systematik
Die Art wird als Schwesterart des Mittleren Tannenborkenkäfers (Pityokteines vorontzowi) angesehen.